# The Room
 (mars 2018).
Si vous disposez d'ouvrages ou d'articles de référence ou si vous connaissez des sites web de qualité traitant du thème abordé ici, merci de compléter l'article en donnant les références utiles à sa vérifiabilité et en les liant à la section « Notes et références ».
Pour les articles homonymes, voir The Room (homonymie).
Pour plus de détails, voir Fiche technique et Distribution.
The Room (littéralement « La Chambre ») est une comédie dramatique indépendante américaine écrite, produite et réalisée par Tommy Wiseau, sortie en 2003.
Le film est célèbre pour sa mauvaise réception critique et son caractère de « nanar ». Il est souvent cité comme l'un des plus mauvais films jamais réalisés, et a été décrit comme le « Citizen Kane des mauvais films »,. Le film combine des erreurs techniques et scénaristiques, de mauvais jeux d'acteurs, et une narration inhabituelle voire étrange. Ces caractéristiques en ont rapidement fait un film culte, malgré une diffusion initiale limitée dans quelques cinémas californiens.
La critique et le public considèrent généralement que The Room ambitionne d'être un drame. Une opinion partagée par certains membres de l'équipe de tournage, pour qui le film avait vocation à être pris au sérieux. Greg Sestero a affirmé que The Room était une œuvre semi-autobiographique, dans laquelle Wiseau tentait de mettre en garde contre « le danger d'avoir des amis ». En dépit de tout cela, Tommy Wiseau présente rétrospectivement son film comme une « comédie noire ».
Les défauts artistiques de The Room en ont fait une œuvre culte. Le film est régulièrement projeté au cinéma dans des séances spéciales, parfois en présence de Tommy Wiseau et Greg Sestero. Un jeu vidéo amateur, The Room Tribute (en), a été inspiré par le film, et les mémoires de Greg Sestero ont été adaptés au cinéma par James Franco sous le titre The Disaster Artist.

## Synopsis
Johnny est très amoureux de sa fiancée Lisa, qu'il a l'intention d'épouser. Mais cette dernière ne l'aime plus vraiment et le trompe avec Mark, son meilleur ami.

## Fiche technique
- Titre original : The Room
- Réalisation et scénario : Tommy Wiseau
- Décors : Mercedes Younger
- Costumes : Safowa Bright-Asare
- Photographie : Todd Barron
- Montage : Eric Chase
- Musique : Mladen Milicevic
- Production : Tommy Wiseau
- Société de production : Wiseau-Films
- Sociétés de distribution : Chloe Productions et TPW Films
- Pays d'origine :  États-Unis
- Langue originale : anglais
- Format : couleur - 1,85:1 - Dolby Digital - 35 mm
- Genre : comédie dramatique
- Durée : 99 minutes
- Date de sortie : 27 juin 2003

## Distribution

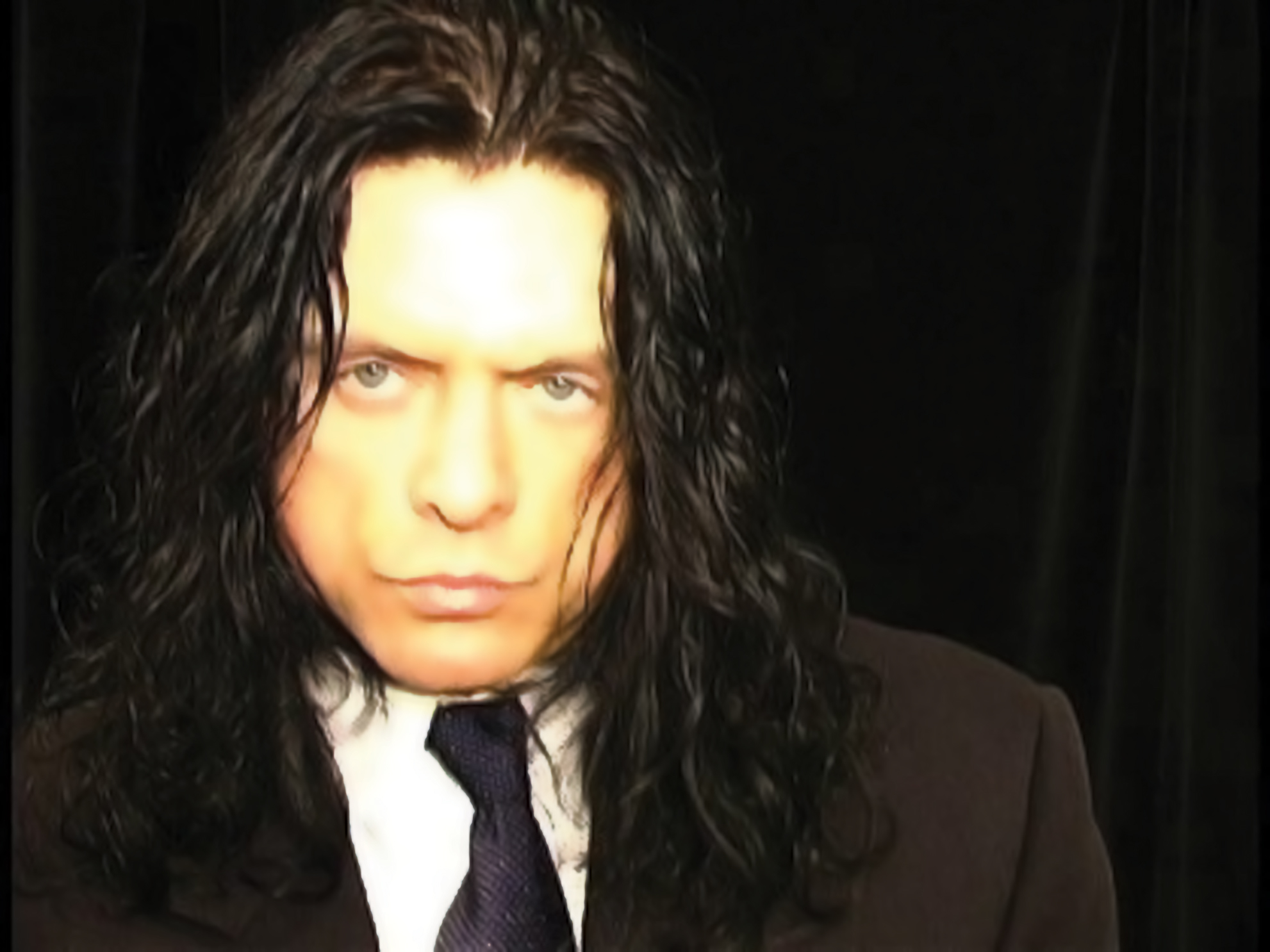
Tommy Wiseau, le réalisateur, scénariste, producteur et acteur principal de The Room.

- Tommy Wiseau : Johnny
- Juliette Danielle : Lisa
- Greg Sestero : Mark
- Philip Haldiman : Denny
- Carolyn Minnott : Claudette
- Robyn Paris : Michelle
- Scott Holmes : Mike
- Kyle Vogt : Peter
- Greg Ellery : Steven

## Production

### Analyse
The Room a coûté six millions de dollars, entièrement financés par la fortune de Wiseau, dont l'origine est inconnue.
Ce film est devenu un film culte, particulièrement à Los Angeles, où il est joué mensuellement en tant que midnight movie, pour les effets comiques involontaires dont il est rempli. Il demeure à ce jour le seul midnight movie sorti après Eraserhead. En réponse à la popularité du film, Tommy Wiseau affirme que l'humour du film était intentionnel, et le présente en tant que comédie noire — affirmation généralement mise en doute.
Selon certaines analyses,, le film mettrait en exergue le narcissisme de son auteur, qui cumule plusieurs fonctions dans le film (producteur, réalisateur, scénariste, acteur principal). En outre, l'affiche du film ne montre que son visage en gros plan et son personnage est couvert d'éloges pendant tout le film.
De nombreux personnages peuvent apparaître normalement puis disparaître sans raison : cela serait dû au fait que plusieurs acteurs ou membres de l'équipe technique auraient quitté le tournage, soit parce que Wiseau les congédiait à tour de bras, soit à cause des conditions de tournage, décrites comme catastrophiques.

### Tournage
Le tournage a connu de nombreuses difficultés, causées par le manque d'organisation de Wiseau et son attitude excentrique sur le plateau, ce qui a conduit à la démission de plusieurs membres de l'équipe, dont plusieurs chefs opérateurs. Wiseau n'ayant pas pardonné à ces derniers leur abandon prématuré, il n'a crédité que le seul chef opérateur à ne pas avoir jeté l'éponge avant la fin du tournage, Todd Barron.
Les membres de l'équipe étaient souvent consternés par les choix de Wiseau, au point que certains techniciens ont eux-mêmes tenté, avec plus ou moins de succès, d'imposer des corrections sur certaines scènes.
Le film a été tourné à la fois en HD et en 35 mm, les deux caméras étant posées ensemble sur un pied fabriqué spécialement pour l'occasion. D'après l'autobiographie de Greg Sestero, aucun des rushes de la caméra HD n'a été repris dans le montage final, à la demande du monteur.
Wiseau avait d'énormes difficultés à retenir ses propres textes, bien qu'ils fussent courts et qu'il les ait écrits lui-même. Pour cette raison, ses passages devant la caméra ont nécessité un très grand nombre de prises.
Un témoignage sur la fiche IMDB révèle que le ratage du film serait en partie dû à des membres d'une des équipes techniques. Ceux-ci, supportant mal les excentricités et l'agressivité de Wiseau à leur égard, se seraient vengés en sabotant le montage final par l'inclusion des pires prises.

## Accueil

### Sortie
Le film est d'abord présenté dans un petit nombre de cinémas de Californie, où il subit un échec au box-office pendant les premiers jours de son exploitation. Ce n'est que le dernier week-end de cette dernière qu'un groupe d'étudiants en cinéma fans de cinéma bis, attirés par des critiques négatives collées directement sur l'affiche d'un des cinémas, décident d'aller le voir et, amusés par l'étrangeté du film, d'en parler à leurs amis, ce qui le fera largement connaître par la grâce du bouche à oreille, jusqu'à obtenir un statut de film culte. Bien que Wiseau ait expliqué rétroactivement que ce film se voulait un film d'humour noir, la plupart des spectateurs le jugent seulement comme un mauvais drame.
Dix ans après la sortie du film, Greg Sestero, un des acteurs principaux, sort un livre intitulé The Disaster Artist décrivant les conditions de tournage du film ainsi que des éléments biographiques de Wiseau. James Franco en réalise l'adaptation pour le cinéma sous le titre The Disaster Artist.
Lors de la projection du film au Grand Rex (Paris) les 15 et 16 février 2018, organisée par « Panic! Cinéma » et Chroma, Tommy Wiseau, qui était présent, a expliqué que les personnages et l'histoire de The Room sont inspirés de personnes réelles et de sa propre vie.

### Critiques
Entertainment Weekly a dit de The Room qu'il est « le Citizen Kane des mauvais films » et quelques autres publications ont décrit The Room comme le plus mauvais film de tous les temps,. Il est notamment considéré comme un nanar par la rédaction du site Nanarland.
Le site Rotten Tomatoes lui a accordé une note de 24% avec une moyenne de 3,60/10.